# Sei Nazioni 2003
Il Sei Nazioni 2003 (in inglese 2003 Six Nations Championship; in francese Tournoi des Six Nations 2003; in gallese Pencampwriaeth y Chwe Gwlad 2003) fu la 4ª edizione del torneo annuale di rugby a 15 tra le squadre nazionali di Francia, Galles, Inghilterra, Irlanda, Italia e Scozia, nonché la 109ª in assoluto considerando anche le edizioni dell'Home Nations Championship e del Cinque Nazioni.
Noto per motivi di sponsorizzazione come 2003 RBS Six Nations Championship a seguito di accordo di partnership commerciale con la Royal Bank of Scotland iniziato proprio da tale edizione, si tenne dal 15 febbraio al 30 marzo 2003.
A vincere il torneo fu, per la venticinquesima volta, l'Inghilterra che nell'occasione conseguì anche il suo dodicesimo Grande Slam.
Il Galles, rimasto senza vittorie, rimediò il suo primo Whitewash dal 1995 mentre l'Italia, battendo il Galles nella giornata d'apertura per quella che fu, all'epoca, la sua seconda vittoria assoluta nel torneo, riuscì alla sua quarta partecipazione a non terminare il torneo all'ultima posizione.
Il valore delle marcature, come stabilito dall’IRFB nel 1992, era: 5 punti per ciascuna meta (7 se trasformata), 3 punti per la realizzazione di ciascun calcio piazzato, idem per il drop.

## Nazionali partecipanti e sedi
| Squadra     | Città       | Impianto interno   |
| ----------- | ----------- | ------------------ |
| Francia     | Saint-Denis | Stade de France    |
| Galles      | Cardiff     | Millennium Stadium |
| Inghilterra | Londra      | Twickenham         |
| Irlanda     | Dublino     | Lansdowne Road     |
| Italia      | Roma        | Stadio Flaminio    |
| Scozia      | Edimburgo   | Murrayfield        |

## Risultati

### 1ª giornata
| Arbitro: | Joël Jutge |

|                             |      |                           |
| De Carli Festuccia Phillips | mt   | S. Williams Shanklin Peel |
| Dominguez (3)               | tr   | I. Harris (2)             |
| Dominguez (2)               | c.p. | I. Harris                 |
| Dominguez                   | drop |                           |

| Arbitro: | Paul Honiss |

|               |      |                          |
| J. Robinson   | mt   | Magne Poitrenaud Traille |
| Wilkinson     | tr   | Merceron                 |
| Wilkinson (5) | c.p. |                          |
| Wilkinson     | drop |                          |

| Arbitro: | Andrew Cole |

|          |      |                         |
|          | mt   | Hickie Murphy Humphreys |
|          | tr   | Humphreys (3)           |
| Ross (2) | c.p. | Humphreys (5)           |

### 2ª giornata
| Arbitro: | Tony Spreadbury |

|               |      |                                            |
| D. Dallan     | mt   | Stringer Kelly Humphreys O’Driscoll Murphy |
| Pez           | tr   | Humphreys (3)                              |
| Dominguez Pez | c.p. | Humphreys (2)                              |

| Arbitro: | Steve Walsh |

|             |      |                      |
|             | mt   | W. Greenwood Worsley |
|             | tr   | Wilkinson (2)        |
| Sweeney (3) | c.p. | Wilkinson (2)        |
|             | drop | Wilkinson (2)        |

| Arbitro: | Peter Marshall |

|                                    |      |          |
| Pelous Poitrenaud Traille Rougerie | mt   |          |
| Gelez (3)                          | tr   |          |
| Gelez (4)                          | c.p. | Paterson |

### 3ª giornata
| Arbitro: | André Watson |

|               |      |           |
| Humphreys (4) | c.p. | Gelez (4) |
| Murphy        | drop |           |

| Arbitro: | Pablo De Luca |

|                            |      |                              |
| Douglas S. Taylor Paterson | mt   | Cooper M. Taylor R. Williams |
| Paterson (3)               | tr   | S. Jones (2)                 |
| Paterson (3)               | c.p. | S. Jones                     |

| Arbitro: | Alain Rolland |

|                                                  |    |                  |
| Lewsey (2) Thompson Simpson-Daniel Tindall Luger | mt | Mirco Bergamasco |
| Wilkinson (4) Dawson                             | tr |                  |

### 4ª giornata
| Arbitro: | Steve Lander |

|                                |      |               |
| S. Jones M. Williams G. Thomas | mt   | Gleeson (2)   |
| S. Jones (3)                   | tr   |               |
|                                | c.p. | Humphreys (4) |
| S. Jones                       | drop | O’Gara        |

| Arbitro: | Alan Lewis |

|                           |      |              |
| Robinson (2) Cohen Lewsey | mt   |              |
| Wilkinson (3) Grayson     | tr   |              |
| Wilkinson (4)             | c.p. | Paterson (3) |

| Arbitro: | Nigel Williams |

|                                       |      |                                                         |
| Pez Mirco Bergamasco Persico Phillips | mt   | Traille (2) Rougerie (2) Betsen Michalak T. Castaignède |
| Pez (2)                               | tr   | D. Yachvili (6)                                         |
| Pez                                   | c.p. | D. Yachvili (2)                                         |

### 5ª giornata
| Arbitro: | Paddy O’Brien |

|                               |      |           |
| T. Castaginède Clerc Michalak | mt   | G. Thomas |
| D. Yachvili (3)               | tr   |           |
| D. Yachvili (4)               | c.p. |           |

| Arbitro: | David McHugh |

|                              |      |                             |
| White McLaren Logan Paterson | mt   | Mirco Bergamasco Pez Palmer |
| Paterson (2)                 | tr   | Pez (2)                     |
| Paterson (3)                 | c.p. | Pez (2)                     |

| Arbitro: | Jonathan Kaplan |

|           |      |                                          |
|           | mt   | W. Greenwood (2) Dallaglio Tindall Luger |
|           | tr   | Wilkinson (3) Grayson                    |
| Humphreys | c.p. | Wilkinson                                |
| Humphreys | drop | Wilkinson (2)                            |

## Classifica
| Pos | Squadra     | G | V | N | P | PF  | PS  | DP   | Pt |
| --- | ----------- | - | - | - | - | --- | --- | ---- | -- |
| 1   | Inghilterra | 5 | 5 | 0 | 0 | 173 | 46  | +127 | 10 |
| 2   | Irlanda     | 5 | 4 | 0 | 1 | 119 | 97  | +22  | 8  |
| 3   | Francia     | 5 | 3 | 0 | 2 | 153 | 75  | +78  | 6  |
| 4   | Scozia      | 5 | 2 | 0 | 3 | 81  | 166 | −85  | 4  |
| 5   | Italia      | 5 | 1 | 0 | 4 | 100 | 185 | −85  | 2  |
| 6   | Galles      | 5 | 0 | 0 | 5 | 82  | 144 | −62  | 0  |